# Annemarie Henle Pope
Annemarie Henle Pope (geboren als Annemarie Henle am 18. Juli 1907 in Dortmund; gestorben am 5. November 2001 in Washington, D.C.) war eine deutschamerikanische Kunsthistorikerin und Ausstellungsmacherin.

## Leben
Annemarie Henle war eine Tochter des Dortmunder Chirurgen Adolf Henle und der Tina Lang. Ihr Bruder Fritz Henle wurde Fotograf, der andere Bruder Werner Henle wurde Arzt, auch sie mussten wegen der rassistischen Verfolgung aus Deutschland emigrieren.
Henle besuchte das Städtische Schiller-Lyzeum und das Städtische Goethe-Lyzeum und studierte nach dem Abitur ab 1927 Kunstgeschichte, Französisch und Anglistik in Heidelberg, Paris und München. Sie wurde 1932 in Heidelberg mit der Dissertation Die Typenentwicklung der süddeutschen Kanzel des 18. Jahrhunderts bei August Grisebach promoviert.
Henle emigrierte 1937 in die USA. Dort organisierte sie 1939 die Ausstellung Master Drawings. 1942/43 arbeitete sie als Assistant Director beim Portland Art Museum.
Sie heiratete 1948 den Kunsthistoriker John Alexander Pope, sie hatten zwei Kinder.
Ab 1947 war sie Assistant Director in charge für Wanderausstellungen (Traveling Exhibitions) bei der American Federation of Arts (AFA), von 1951 bis 1964 Leiterin des Traveling Exhibition Service der Smithsonian Institution. Pope gründete 1965 die International Exhibition Foundation und fungierte bis 1985 als ihre Direktorin. Im Laufe ihres Berufslebens organisierte sie mehr als 140 solcher Wanderausstellungen.

## Schriften
- Die Typenentwicklung der süddeutschen Kanzel des 18. Jahrhunderts. Heidelberg : Meister, 1933
- Master drawings : an exhibition of drawings from American museums and private collections. Golden Gate International Exposition, San Francisco, California, 1940 / arranged by Annemarie Henle. San Francisco, Calif. : Palace of Fine Arts, 1941